# Ağcaşar, Köprüköy
Ağcaşar là một xã thuộc huyện Köprüköy, tỉnh Erzurum, Thổ Nhĩ Kỳ. Dân số thời điểm năm 2011 là 1.049 người.